# Sszamdzsang
A sszamdzsang (hangul: 쌈장) népszerű koreai ételízesítő, amelyet főképp sszam (növénylevélbe tekert hús vagy rizs) ízesítésére használnak, innen kapta a nevét. Gyakorlatilag kocshudzsang (csilipaprika-pép) és töndzsang (fermentált szójababpép) keveréke. Számos variációja létezik, gyakran ízesítik hagymával, fokhagymával, mézzel vagy barna cukorral, szezámolajjal és szezámmaggal, ízlés szerinti arányban.
A sszam mellett használják mártogatós szószként friss zöldségekhez (például uborkához, paprikához, sárgarépához), valamint salátaöntetként is. A kui, azaz a koreai barbeque egyik elengedhetetlen kelléke. Kapható dobozos változatban is, de házilag is elkészíthető.